# Your Time Will Come
Your Time Will Come è un singolo della cantautrice folk rock britannica Amy Macdonald, pubblicato il 17 dicembre 2010 dall'etichetta discografica Mercury.
Il brano è stato scritto dalla Macdonald e prodotto da Pete Wilkinson e si tratta del quinto ed ultimo singolo estratto dal secondo album della cantante, A Curious Thing.
Il video è stato diffuso il 30 dicembre successivo.

## Tracce
Digital download
1. Your Time Will Come – 4:32
2. Your Time Will Come (live with the Deutsche Radio Philharmonie Orchestra) – 3:38
3. Your Time Will Come (Video) – 3:48